# Stadion MOSiR-u w Radlinie
Stadion MOSiR-u – stadion piłkarski w Radlinie, w Polsce. Obiekt może pomieścić 350 widzów. Swoje spotkania rozgrywają na nim piłkarze klubu Górnik Radlin. W latach 1950–1955, 1957 oraz 1959 zespół ten występował w I lidze (w sezonie 1951 zajmując nawet 2. miejsce). Obiekt położony jest przy linii kolejowej. W czasach największych sukcesów klubu pociągi z kibicami zatrzymywały się kilkaset metrów przed stacją kolejową, właśnie obok stadionu. W tym okresie niektóre ze spotkań Górnika odbywały się także w Rybniku.